# Antz
Antz (bra: FormiguinhaZ; prt: FormigaZ) é um filme de animação estadunidense, lançado em 1998, dirigido por Eric Darnell e Tim Johnson.
O filme apresenta as vozes de Woody Allen, Sharon Stone, Jennifer Lopez, Sylvester Stallone, Christopher Walken, Dan Aykroyd, Anne Bancroft, Danny Glover e Gene Hackman. Alguns dos personagens principais possuem semelhanças faciais com os atores que os dublam. As primeiras pesquisas sobre o filme foram realizadas em 1996, após o sucesso do filme da Disney, The Lion King (1994).
Antz foi o primeiro filme da DreamWorks e a terceira produção de animação digital, após Toy Story (1995), da Disney Pixar, e o brasileiro Cassiopeia (1996), da NDR Filmes. Durante sua produção, uma rixa pública entre o cofundador da DreamWorks, Jeffrey Katzenberg, e Steve Jobs e John Lasseter, ambos da Pixar, devido à produção da animação semelhante, A Bug's Life, lançado um mês depois. Isso só piorou após o lançamento do primeiro longa animado da DreamWorks, The Prince of Egypt (1998).
Antz estreou em 19 de setembro de 1998, no Festival Internacional de Cinema de Toronto, e foi lançado nos cinemas nos Estados Unidos em 2 de outubro de 1998, pela DreamWorks Pictures.  Ela arrecadou US$ 171,8 milhões mundialmente, com um orçamento de US$ 42-105 milhões. O filme recebeu críticas positivas, com  elogios ao elenco de voz, animação, humor, seu estilo 'woodyalleano' e seu apelo em relação ao público adulto.

## Enredo
Z é uma formiguinha operária de um formigueiro do Central Park em Nova York. Vivia frustrado pois detestava seu trabalho cavando túneis. Reclamava de tudo, pois não gostava das regras da colônia onde se sentia insignificante, evidenciando ser muito carente e ansioso. Certa noite, Z conhece a princesinha Bala, que estava fugindo de sua entediante vida no palácio, e acaba se apaixonando por ela.
Para vê-la novamente, Z troca de lugar com seu melhor amigo, o soldado Weaver, e se junta ao exército, onde torna-se amigo do sargento Barbatus. As formigas não sabem que o General Mandible, líder do exército e noiva de Bala, está enviando secretamente os soldados leais à Rainha para morrer na guerra contra cupins invasores, para que assim ele possa aplicar um golpe de estado na colônia. Na batalha, todos, exceto Z, são mortos por enormes cupins que lhes atiram ácido. Antes de morrer, Barbatus aconselha Z a pensar por si mesmo em vez de seguir ordens de alguém. Enquanto isso, Weaver se junta à equipe de escavadores e acha o máximo ser operário, pois graças ao seu vigor físico é hábil com a picareta, e apaixona-se por Azteca, colega de trabalho de Z.
Z volta para a colônia e é erroneamente aclamado como um herói de guerra. Furioso, Mandible finge parabeniza-lo e o apresenta à Rainha. Lá, Z reencontra Bala, que o reconhece como um operário e não como soldado. Z entra em pânico e finge tomar Bala como refém, fazendo com que os dois caiam pra fora do formigueiro através de um túnel de lixo. Agora, um fugitivo, Z decide procurar por "Insectopia", um paraíso de insetos lendários cujo um formiga bêbada lhe contou sobre. Bala considera Z um louco e tenta retornar à colônia, mas devido aos perigos do mundo afora, decide acompanhá-lo em sua jornada.
O ato individualista de Z inspira os operários e algumas formigas soldados, interrompendo a produtividade da colônia. Para ganhar o controle das formigas, Mandible expõe Z como um criminoso de guerra, promovendo a glória da conformidade e prometendo aos trabalhadores recompensas caso terminem de cavarem o "Mega Túnel" que ele projetou. No entanto, o sub-comandante de Mandible, o coronel Cutter, começa a desconfiar de suas atitudes questionáveis para "o bem da colônia".
Após cruzarem um solo arenoso e um lago, Z e Bala encontram um piquenique humano que eles confundem com Insectopia. Eles tentam provar um sanduíche, mas não conseguem por o petisco estar embrulhado com plástico filme. Logo depois, Z pede ajuda para um casal de vespas: a fêmea, Muffie, é muito amistosa, e tenta ajudá-los, mas o macho, Chippie, não quer saber de ajudá-los. Eles são interrompidos por humanos que tiram a vida de Muffie com um mata-moscas, deixando Chippie aos prantos, e pisoteiam Bala, que fica presa a sola do tênis, até ser salva por Z. Logo em seguida, os dois finalmente encontram  Insectopia, uma lata de lixo cheia de comida em decomposição, onde Bala começa  a se apaixonar por Z. 
Depois de ameaçar Weaver e Azteca, Mandible descobre que Z está procurando por Insectopia e envia Cutter para encontrá-lo. Naquela noite, Cutter chega a Insectopia e leva Bala à força de volta para a colônia enquanto Z está ausente. Vendo o desespero de Z ao descobrir que Bala foi levada, Chip o ajuda a voltar para a colônia em memória à Muffie. Ao regressar, Z encontra soldados que o levam à força em direção ao Mega Túnel. Ele encontra Bala mantida em cativeiro no escritório de Mandible. Depois de libertá-la, os dois descobrem que o Mega Túnel de Mandible leva direto para uma enorme poça ao lado de Insectopia, onde o general planeja inundar o formigueiro e afogar a Rainha e os operários durante a inauguração. Bala alerta a Rainha, enquanto Z tenta sem sucesso parar os trabalhadores a tempo. Z e Bala convencem as formigas a formarem uma pirâmide até o topo do formigueiro, conforme a água sobe.
Enquanto isso, Mandible reúne seus soldados na superfície e se vangloria por ter criado uma nova colônia, onde somente os fortes sobrevivem. Quando todas as formigas atingem o pico, Cutter confronta Mandíbula e os dois se enfrentam. Z intervém, mas ele e Mandible caem de volta na colônia inundada. O general atinge violentamente uma raiz, morrendo com o impacto, enquanto Z é salvo de um afogamento por Cutter e ressuscitado por um beijo de Bala. 
Após o incidente, a colônia foi reconstruída e agora conta com uma piscina interna. Z é louvado pelo seu heroísmo e se casa com Bala. Eles transformam a colônia, de um estado militar conformista em uma comunidade que valoriza todos os seus membros. 
Z agora demonstra ser uma formiga contente e realizada, em contraste a sua personalidade frustrada e pessimista do começo. Ele está finalmente satisfeito com seu lugar no mundo.

## Elenco
| Personagem                     | Vozes              |
| ------------------------------ | ------------------ |
| Z                              | Woody Allen        |
| Princesa Bala                  | Sharon Stone       |
| General Mandible               | Gene Hackman       |
| Weaver                         | Sylvester Stallone |
| Azteca                         | Jennifer Lopez     |
| Rainha Formiga                 | Anne Bancroft      |
| Coronel Cutter                 | Christopher Walken |
| Soldado Barbatus               | Danny Glover       |
| Chip, a vespa                  | Dan Aykroyd        |
| Muffy, a vespa                 | Jane Curtin        |
| Grebs, o Escoteiro Bêbado      | John Mahoney       |
| Psiquiatra de Z                | Paul Mazursky      |
| Foreman, o Chefe dos Operários | Grant Shaud        |
| Bartender                      | Jerry Sroka        |

O elenco apresenta vários atores de filmes que Allen escreveu, estrelou e dirigiu, incluindo Stone (Stardust Memories), Stallone (Bananas), Hackman (Another Woman) e Walken (Annie Hall). Tempos depois, Aykroyd co-estrelou The Curse of the Jade Scorpion.

## Produção

### Desenvolvimento e produção
Em 1988, a Walt Disney Feature Animation lançou um filme chamado Army Ants, sobre uma formiga operária pacifista ensinando lições de pensamento independente para sua colônia militarista. Anos depois, Jeffrey Katzenberg, então presidente da divisão de filmes da Disney, havia deixado a empresa após uma rixa com o CEO Michael Eisner sobre o cargo de presidente vago após a morte de Frank Wells. Katzenberg viria a ajudar a co-fundar a DreamWorks com Steven Spielberg e David Geffen, e os três planejavam rivalizar com a Disney com a nova divisão de animação da empresa. Katzenberg começou a desenvolver projetos que tentou seguir ou sugeriu enquanto estava na Disney, incluindo The Prince of Egypt, e uma colaboração com a Aardman Animations que resultou em Chicken Run e Sinbad: Legend of the Seven Seas.
A produção começou em maio de 1996, após o início da produção. A DreamWorks contratou a Pacific Data Images (PDI) em Palo Alto, Califórnia, para começar a trabalhar em filmes animados por computador para rivalizar com os recursos da Pixar. Woody Allen foi escalado para o papel principal de Z, e muito do humor e das marcas registradas de Allen estão presente no filme. O próprio Allen reescreveu algumas cenas, para fazer o diálogo se encaixar melhor em seu estilo de humor cômico. Uma linha alterada de um de seus primeiros filmes dirigidos, Everything You Always Wanted to Know About Sex* (*But Were Afraid to Ask) foi incluído - "Eu ia incluir você nas minhas fantasias mais eróticas ..."

### Conflito entre a DreamWorks e a Pixar
Após a aquisição da PDI pela DreamWorks, o diretor da Pixar John Lasseter, Steve Jobs, entre outros, ficaram revoltados ao saber que o estúdio produziria um filme de formigas, a se chamar Antz. Nessa época, o projeto da Pixar, então chamado de Bugs, era bem conhecido entre os profissionais de animação. Em geral, tanto Antz quanto A Bug's Life centram-se em uma jovem formiga, um zangão com comportamento estranho, que luta para ganhar a mão de uma princesa salvando sua sociedade. Lasseter e Jobs acusaram publicamente Katzenberg de roubar a ideia deles, embora ele tenha negado todas as acusações. Segundo Katzenberg, a ideia de Antz surgiu em 1991, através de um argumento de Tim Johnson, que fora mostrado a ele em outubro de 1994. No entanto, Lasseter não acreditou na versão dele, se mostrando ressentido e revoltado com o ex-amigo por muitos anos.

### Diferenças entreAntzeA Bug's Life
A versão final de ambos os filmes são geralmente vistas como contrastantes entre si no tom e em certos pontos da trama. Antz no final parecia ser mais voltado para públicos mais velhos, apresentando violência moderada, insinuações sexuais leves e palavrões, bem como sátira social e política. A Bug's Life era mais familiar e alegre no tom e na história. Os dois filmes diferem especialmente em sua aparência artística: Antz mostrou aspectos mais realistas das formigas e como elas se relacionam com outros insetos, como cupins e vespas, enquanto ''A Bug's Life ofereceu um olhar mais fantasioso sobre os insetos para melhor se adequar à sua história. Segundo o jornalista JC Maçek III do PopMatters comparou os dois filmes e escreveu: "A rivalidade aprofundou-se com as duas equipes fazendo acusações e desculpas e uma guerra da data de lançamento se seguiu. Enquanto Antz venceu A Bug's Life para a tela grande em dois meses, o último filme rendeu significativamente predecessor. Roubado ou não, a resposta crítica de Antz provou ser quase exatamente tão positiva quanto aquilo que Vida de inseto desfrutou."

## Música
A música original do filme foi composta por Harry Gregson-Williams e John Powell. A trilha sonora foi lançada em 3 de novembro de 1998 pela Angel Records.
Inicialmente, Jeffrey Katzenberg queria que Hans Zimmer compusesse a música, mas ele estava muito ocupado com The Prince of Egypt, entre outros projetos. Em vez disso, Zimmer sugeriu dois compositores de seu estúdio - Harry Gregson-Williams ou John Powell - os quais já haviam colaborado com ele.

## Recepção
Comentários do filme foram, em geral excelentes, conquistando 96% no Rotten Tomatoes, levando o consenso "Com um elenco estelar de voz, animação tecnicamente deslumbrante, e cargas de bom humor, Antz deve encantar crianças e adultos''. No Metacritic, o filme mantém uma pontuação de 72 em 100, com base em 26 críticos, indicando "revisões geralmente positivas".

## Prêmios
| Premiação        | Categoria                                                                                                 | Resultado |
| ---------------- | --- | --------- |
| ASCAP            | Melhor Bilheteria de 1999                                                                                 | Venceu    |
| BMI Awards       | Melhor Filme de Animação                                                                                  | Venceu    |
| Golden Reel      | Melhor Som em Produção Animada                                                                            | Venceu    |
| Annie Awards     | Melhor Diretor de Produção Animada, Melhor Música de Produção Animada e Melhor Design de Produção Animada | Indicado  |
| BAFTA            | Melhores Efeitos Especiais                                                                                | Indicado  |
| Prêmio Satellite | Melhor Filme de Animação                                                                                  | Indicado  |